# The Elder Scrolls Online
The Elder Scrolls Online (ESO; укр. Прадавні сувої: У мережі) — комп’ютерна гра в жанрі масштабної багатоосібної мережевої рольової гри (MMORPG), розроблена американською студією ZeniMax Online Studios, видана компанією Bethesda Softworks. Вихід гри відбувся 4 квітня 2014 року на платформах Microsoft Windows та MacOS. Частина серії рольових відеоігор The Elder Scrolls.
5 червня 2015 року відеогра вийшла на платформи PlayStation 4 та Xbox One. 15 червня 2021 року на платформи PlayStation 5 та Xbox Series.
Події гри розгортаються на континенті Тамріель. Сюжетна лінія гри опосередковано пов’язана з іншими іграми серії The Elder Scrolls. Гра розроблялася протягом семи років до свого випуску у 2014 році з моделлю обов’язкової щомісячної підписки. Спільнота виразила неоднозначні відгуки.
Сприйняття значно поліпшилося з перевиданням у березні 2015 року та ребрендингом The Elder Scrolls Online: Tamriel Unlimited із переходом на модель платного доступу «Buy-to-play» із мікроплатежами й додатковою підпискою. До 2021 року було продано понад 18 мільйонів копій, щомісяця було близько 2,5 мільйонів активних гравців у 2017 рік.

## Сюжет
Ігроладна складова гри загалом схожа на іншу гру серії, а саме The Elder Scrolls V: Skyrim, зокрема нелінійністю, цікавими завданнями та вільним дослідженням світу. У грі одночасно тривають дві окремі боротьби: перша існує в межах долі світу на терезах, а другою — верховна влада над усім Тамріелем. 
Перша боротьба — за визволення світу від даедрового владаря Молаґа Бала, що намагається з’єднати вимір Мундуса зі своїм королівством у Холодному Пристанищі, а друга боротьба — за захоплення вакантного імперського престолу, за який борються три союзи смертних.
Більшість із частин континенту Тамріелю доступна в грі незалежно від союзу чи рівня гравця. Деякі місцевості доступні лише за придбання завантажуваного вмісту, який можна придбати в  «Crown Store» («кронній крамниці») або безплатно в рамках послуги додаткової підписки «ESO Plus». Гравці під час створення персонажа мають можливість приєднатися до будь-якого з трьох союзів, які воюють за рубіновий престол імператора Тамріеля:
- Ебенгартський Пакт (представлений драконом) — (Норди, Данмери, Арґоніанці)
- Даґерфольський Ковенант (представлений левом) — (Бретони, Орсимери (Орки), Редґарди)
- Альдмерський Домініон (представлений орлом) — (Альтмери, Босмери, Хаджити)

Гравці також можуть відкрити імперську расу, якщо придбають уміст «Digital Imperial Edition» («Цифрове імперське видання») у «Crown Store» («кронній крамниці»), завдяки якому можна бути частиною будь-якого з трьох союзів. Іншим величним союзом Тамріеля є Імперія, очолювана імператоркою-регентшею Клівією Тарн, що перебуває в стані занепаду й союзом, до якого не можна приєднатися. Попередньо замовлені копії гри мали «Explorers' Pack» («Набір дослідників»), який дозволяв грати всіма расами в кожному із союзів, ця властивість також доступна в «Crown Store» («кронній крамниці»).

## Доповнення
Розробники гри щорічно анонсують та випускають 4 доповнення гри приблизно кожні 3 місяці присвячені новим аспектам всесвіту Стародавніх Сувоїв.
Доступ до 3-х менших з них (приблизні дати їх виходу лютий, серпень, листопад) мають всі гравці що або придбали відповідне доповнення за внутрішньоігрові одиниці, так звані Корони (Crowns) через внутрішньоігровий магазин Crown store, або придбали місячну підписку ESO+.
Доступ до наймасштабнішого щорічного доповнення (Chapter, Глава), яке привносить в гру найбільше нового контенту та механік, можна отримати лише придбавши доповнення через офіційний магазин чи його альтернативи.
Нова глава щороку виходить в кінці весни — початку літа, два маленькі доповнення в кінці літа та кінці зими, і доповнення середнього розміру в кінці осені кожного року.
Перелік та хронологія виходу доповнень: (доповниться пізніше)

## В Україні
У грі існують українські ігрові об’єднання: 
The Elder Sich, європейський сервер з 10.06.2014 . Можливість долучиитсь через внутрішньігровий чат - |H1:guild:151482|hThe Elder Sich|h
Ukraine-UA, європейський сервер з 04.18.2022 Можливість долучиитсь через внутрішньігровий чат - |H1:guild:743466|hUkraine-UA|h
Edelweis, європейський сервер з 04.28.2022. Можливість долучиитсь через внутрішньігровий чат - |H1:guild:745430|hEdelweis|h
Список потребує доповнення

## Сприйняття
Стародавні Сувої онлайн — гібрид масової багатокористувацької гри з серією однокористувацьких ігор в цьому ігровому всесвіті. Гравець може як об'єднуватися в групи та воювати проти монстрів в групових підземеллях, чи воювати проти інших гравців в кількох режимах (за свій альянс у відкритому світі з захопленням укріплень інших альянсів, самостійно чи в групі — Сіроділ; батлграунд; дуель) здобуваючи місця на дошках шани з друзями, так і просто проходити раз в півроку сюжетні лінії в нових ігрових зонах, вивчаючи події, персонажів, краєвиди. ні з ким не спілкуючись в процесі.
Сприйняття різниться в залежності від того досвіду, який обирає отримувати гравець від дуже позитивного до відвертої неприязні коли йдеться про технічні проблеми на полі бою чи зміни ігрових механік.